# Euhesma morrisoni
Euhesma morrisoni là một loài Hymenoptera trong họ Colletidae. Loài này được Houston mô tả khoa học năm 1992.

## Hình ảnh

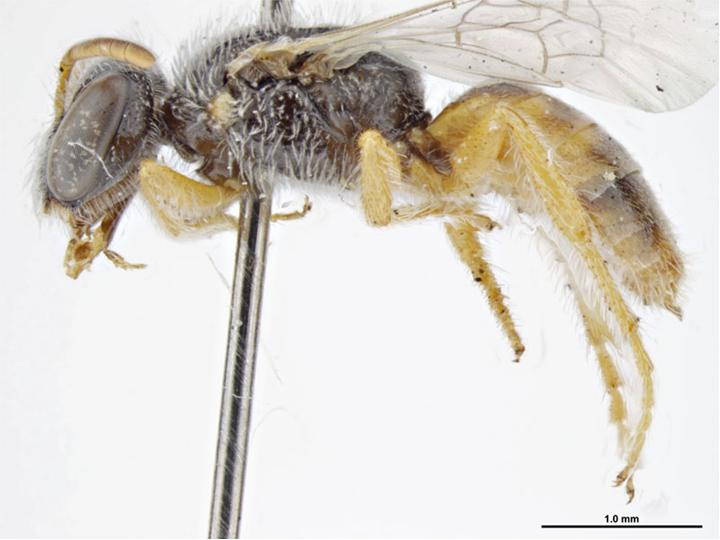